# Švitrigaila
Švitrigaila, včasih tudi Svidrigiello (litovsko Švitrigaila) je bil od leta 1430 do 1432 veliki vojvoda Litve, * pred 1370, † 10. februar 1452.
Večino svojega življenja je bil zapleten v večinoma neuspešne dinastične boje proti svojema bratrancema Vytautasu in Sigismundu Kęstutaitisu.

## Etimologija imena
Ime bi lahko bilo sestavljeno iz švedskega korena rike - kraljestvo ali latinskega  rex, regis - kralj in pripone -aila, -ielo ali pruskega korena  gailis – bel ali litovskega galas – falos.
Imena njegovih bratov so bila skovana po istem vzorcu: Skirgaila, Karigaila in Jogaila.

## Zgodnje življenje in vitebski upor
Švitrigaila je bil sin velikega litovskega vojvode Algirdasa in njegove druge žene Uljane Tverske. Natančen datum njegovega rojstva ni znan. Znano je le to, da je bil Algirdasov najmajši ali drugi najmlajši sin. 
V politiki se je prvič pojavil oktobra 1392 kot priča pri podpisu Dubiškega sporazuma med njegovim starejšim bratom  Jogailo in Tevonskimi vitezi. Zgodovinarji so prepričani, da Švitrigaila takrat mi mogel biti mlajši od dvanajst let, se pravi da je bil rojen pred letom 1370. V pritožbi, vloženi na Firenškem koncilu, je Švitrigaila trdil, da sta bila on in Jogaila najljubša Algirdasova sinova. Algirdas je pred smrtjo leta 1377 prenesel svoj prestol na Jogailo, vendar ga je prisilil priseči, da bo Švitrigaila postal njegov dedič. Jogailovi  predstavniki tega dogovora niso dokončno zanikali, a so namesto tega trdili, da je bil dogovor spremenjen z medsebojnim dogovorom med bratoma.
Leta 1386 je bil Švitrigaila v okviru pokristjanjevanja Litve in zveze med Poljsko in Litvo skupaj z brati v Krakovu krščen po rimskokatoliškem obredu. Njegovo krstno ime je bilo Boleslav.
Švitrigaila se je kljub številnim bojem za oblast v Litvi, vključno z uporom Andreja Pološkega, osvojitvijo Smolenske kneževine in litovsko državljansko vojno (1389–1392), v politiki pojavil šele leta 1392. Po smrti svoje matere Uljane Tverske je Jogaila za regenta Vitebske kneževine imenoval sokolarja Fjodorja Vesna. To je Švitrigailo tako razjezilo, da se je bratu uprl. Vytautas, ki je pravkar sklenil Ostrówski sporazum, da bi postal veliki vojvoda Litve, in Skirgaila sta zbrala vojsko in zavzela Druck, Oršo in nato Vitebsk. Švitrigailo so ujeli in poslali v Krakov. Tam ni bil v zaporu, kar dokazuje dejstvo, da je leta 1393 vodil komisijo za določitev litovsko-pruske meje, a hkrati ni imel svojega ozemlja.

## Boj proti Vitautasu (1392–1430)

### Prebeg na Ogrsko
Podatki o Švitrigailovih dejavnostih v letih 1394–1397 so si nasprotujoči. Starejši zgodovinarji so sledili Janu Długoszu in trdili, da je takoj po zavzetju Vitebska pobegnil k tevtonskemu viteškemu redu v Prusijo, kar je poljski zgodovinar Aleksander Narcyz Przezdziecki ovrgel. Švitrigaila in Fjodor, sin Lubarta, ki je bil izgnan iz Volinije ob zaključku gališko-volinskih vojn, sta verjetno okoli leta 1396 ali 1397 pobegnila iz Krakova v vojvodino Tešin, fevd Kraljevine Češke, in od tam na dvor Sigismunda Luksemburškega. Švitrigaila je navezal stik s tevtonskimi vitezi, dolgoletnim sovražnikom Litve, in predlagal zavezništvo proti Vitautasu. To ni bila poteza brez primere: Vitautas je storil enako v letih 1382 in 1390, ko se je vojskoval  z Jogailo. Ker  so vitezi oktobra 1398 sklenili Salinski sporazu z Vitautasom, je Švitrigaila izgubil kakršno koli upanje na oborožen upor. Spravil se je z Vitautasom in prejel Navahrudak in del Podolja, kjer  ni vladal Spytek iz Melsztyna.
Leta 1399 je Švitrigaila preživel katastrofalno bitko na reki Vorskli proti Zlati hordi. Spytek iz Melsztyna je bil v bitki ubit in Švitrigaila je dobil še druga njegova ozemlja v Podolju.

### Prebeg v Prusijo
Januarja 1401 so Vitautas in litovski plemiči sklenili Sporazum  iz Vilne, ki je potrdil, da bodo Litvi po Vitautasovi smrti vladali Jogaila in njegovi dediči. Sporazum je podrl vse Švitrigailove ambicije, da bi nekega dne postal veliki vojvoda Litve. Kronist Jan Długosz je namignil, da je je bil sporazum deloma motiviran z željo po zadrževanju Švitrigailovega naraščajočega vpliva in ambicij. Po mnenju Johanna von Posilgea je bil Švitrigaila prisiljen podpisati sporazum, vendar je le mesec kasneje pisal Sjemovitu IV. Mazovskemu in poskušal skleniti zavezništvo proti Vitautasu.
Marca 1401 se je začela prva samogitska vstaja proti tevtonskim vitezom, ki jo je sprožil Vitautas. Avgusta sta Jurij Smolenski in njegov tast Oleg II. Rjazanski začela upor, da bi ponovno zavzela Smolensko kneževino. Švitrigaila se je odločila izkoristiti upor in januarja 1402, preoblečen v trgovca, namesto na poroko Jogaile in Ane Cilijske odpotoval v Marienburg, prestolnico tevtonskih vitezov. 2. marca 1402 je z njimi sklenil sporazum, ki je v bistvu potrdil Salijski sporazum.  Julija 1402 so vitezi, vključno s Švitrigailo, vdrli v Litvo in odkorakali proti Vilni, glavnemu mestu Litve. Vitautas je izvedel za načrtovano izdajo in usmrtil šest izdajalskih meščanov. Vitezi si niso upali oblegati Vilne in so se vrnili v Prusijo. Vitautas se je zdaj nameraval osredotočiti na upor v Smolensku in poleti 1403 začel mirovna pogajanja. Premirje je bilo podpisano decembra 1403, Racjaški mirovni sporazum pa maja 1404. Vitezi so dobili teritorialne koncesije v Samogitiji, Švitrigaila pa Podolje, čeprav je ozemlje de facto upravljal Piotr Szafraniec, Židačiv in od Vitautasa letno vsoto 1400 mark od rudnika soli Wieliczka.

### Beg na Ogrsko in sprava
Švitrigaila je ostal v zaporu devet let, dokler niso njegovega pobega   organizirali Daško Feodorovič Ostrogski, Aleksander Nos in Aleksander Smolenski. V noči na 24. marec 1418 so zarotniki s 500 možmi vdrli v grad Kremenec, vrata sta odprla dva njihova moža, ki sta se infiltrirala v grajsko stražo,  osvobodili Švitrigaila in odkorakali v Lutsk. Zavzeli so mesto mesto in Švitrigaila je dobil podporo lokalnega plemstva, vendar se je namesto da bi začel vojno, umaknil v Vlaško. Nekaj časa je živel na dvorih avstrijskega vojvode Ernesta in ogrskega kralja Sigismunda.
Medtem je v Samogitiji izbruhnil upor proti Vitautasu. Tevtonski vitezi so sklenili upor izkoristiti in so povabili Švitrigailo, da s skupnimi močmi strmoglavijo  Vitautasa. Švitrigaila se je namesto tega med srečanjem kralja Sigismunda in Jogaile v Košicah maja 1419 pobotal z Jogailo. V znak sprave je  dobil Opoczno in obnovil letni prihodek iz rudnika soli Wieliczka. Sprava z Jogailo ni pomenila tudi sprave v Vitautasom. Po neuspešnem posredovanju kralja Sigismunda med Litvo in tevtonskimi vitezi sta se tako Poljska kot Litva začeli pripravljati na golubsko vojno. Poljski plemiči so prepoznali pomen nevtralizacije Švitrigaile, ki je še naprej prejemal ponudbe tevtonskega reda za zavezništvo, in so poslali delegacijo, da bi Vitautasa prepričala, naj odpusti svojemu bratrancu. Vitautas je na koncu popustil in avgusta 1420 sklenil uradni mirovni sporazum. Švitrigaila mu je prisegel zvestobo in v zameno dobil kneževine Brjiansk, Černigov, Trubeck in Novgorod-Seversk.
Po spravi se je Švitrigaila aktivno vključil v državno politiko. Spomladi 1421 je sodeloval v zmagoviti bitki proti Tatarom, poleti 1422 v golubski vojni in kasneje pri sklenitvi  Melnskega miru. V letih 1424–1426 je bil poslan v diplomatsko misijo v Rigo in  sodeloval v Vitautasovem pohodu na Novgorod.

## Boj proti Sigismundu

### Veliki vojvoda Litve
Po Vitautasovi smrti oktobra 1430 so litovski plemiči za velikega vojvodo enostransko izvolili Švitrigailo, s čimer so prekršili določila Horodlske unije iz leta 1413, s katero so Litovci obljubili, da ne bodo izvolili novega velikega vojvode brez odobritve Kraljevine Poljske. Da bi na volitvah dobil tudi rusinske glasove, je Švitrigaila pravoslavnim plemičem podelil enake pravice, kot so jih imeli katoliški. To je bil eden od trajnih dosežkov njegovega kratkega vladanja. Poljsko plemstvo je bilo ogorčeno in je pod vodstvom Zbigniewa Oleśnickog zahtevalo, da Švitrigaila prizna zvestobo svojemu bratu, poljskemu kralju Jogaili. Švitrigaila je zahtevo zavrnil in razglasil  svojo popolno neodvisnost. Konflikt so dodatno zapletli ozemeljski spori v Podolju in Voliniji, ki jima je po dogovoru iz leta 1411 Litva vladala samo do Vitautasove smrti.
Švitrigaila se je boril proti poljsko-litovskim silam pri Lucku v Voliniji, hkrati pa je začel organizirati širšo protipoljsko koalicijo. Junija 1431 je sklenil dogovor s tevtonskimi vitezi, ki so nato razglasili vojno in napadli Poljsko, kjer niso naleteli na večji odpor, ker se je poljska vojska tačas vojskovala s Švitrigailo v Voliniji. Septembra je bilo v Starjem Chortoryisku podpisano dveletno premirje med Poljsko, Litvo in tevtonskim viteškim redom. Premirje je bilo bolj ugodno za Poljsko, zato ni jasno, zakaj je Švitrigaila vanj privolil. Premirje ni rešilo vzrokov spora. Vojna se je spremenila v diplomatski boj, v kakterem je Poljska poskušala obrniti litovsko plemstvo proti Švitrigaili.

### Državni udar in državljanske vojna
Zarotniki pod vodstvom Sigismunda Kęstutaitisa so ponoči 31. avgusta 1432 v Ašmjanih napadli Švitrigailo in njegovo spremstvo.  Švitrigaili je uspelo pobegniti v Polock, njegovo nosečo ženo Ano Tversko  pa so zarotniki ujeli.   Kateri plemiči in zakaj so podprli Sigismunda, ni jasno. Vzrok bi lahko bilo nezadovoljstvo zaradi izenačenja pravic pravoslavnega plemstva s pravicami katoliškega. Sigismund, ki pred državnim udarom ni imel pomembne vloge v litovski politiki in je sprva podpiral Švitrigailo, je postal veliki vojvoda in nadaljeval politiko unije s Poljsko.
Litva je bila razdeljena na dva tabora: podpornike Sigismunda (litovske dežele,   Samogitija, Podlaskie, Grodno in Minsk) na zahodu in podpornike Švitrigaile (Polock, Vitebsk, Smolensk, Kijev in Volinija) na vzhodu. Svitrigaila je zaprosil za pomoč Sajida Ahmeda I., kana Zlate Horde. V bitki pri Ašmjanu sta  imeli obe strani velike izgube, končna zmaga v bitki pri Wiłkomierzu leta 1435 pa je pripadla Sigismundu.  Švitrigaila je po porazu pobegnil v Polock. Ker je izgubil svoj vpliv v slovanskih kneževinah, se je septembra 1437 skušal spraviti s Poljsko: vladal naj bi deželam, ki so ga še podpirale (predvsem Kijev in Volinija), po njegovi smrti pa bi ozemlja prešla na poljskega kralja. Poljski senat sporazuma ni ratificiral zaradi 
močnega Sigismundovega protesta in Švitrigaila se je leta 1438 umaknil v Vlaško.

## Pozna leta
Plemiči, ki so podpirali Švitrigailo, so leta 1440 umorili Sigismunda Kęstutaitisa in Švitrigaila se je vrnil na oblast v Podolju in Voliniji. Star je bil 70 let, po nekaterih virih celo 85, in zato prestar za borbo za litovski prestol. Še pomembnejše je bilo, da ni imel podpore litovskega Sveta lordov pod vodstvom Jonasa Goštautasa. Svet je za velikega vojvodo Litve leta 1440 izvolil Kazimirja Jagiela, brata poljskega kralja Vladislava III. Švitrigaila je malo pred smrtjo v Lucku leta 1452 vsa svoje posesti v Podolju in Voliniji odstopil litovski državi.

## Opomba
1. ↑  Ana Tverska je bila hčerka Ivana Ivanoviča Tverskega in vnukinja tverskega kneza  Ivana Mihajloviča  Tverskega (vladal  1400-1425). Umrla je med letoma 1471 in 1484. [4]